# 푸젠호 항공모함
푸젠호 항공모함(福建號航空母艦)은 중국 인민해방군 해군의 3번째 항공모함이다.

## 역사
001형은 랴오닝호, 002형은 산둥호로 명명되었고, 003형의 이름은 푸젠호로 정해졌다.
- 랴오닝호, 러시아 항모를 우크라이나를 통해 수입, 배수량 67500톤
- 산둥호, 최초 자국 중국산,배수량 70000톤
- 푸젠호, 2번째 자국 중국산, 배수량 80000톤 이상

2018년 기공식을 가졌으며, 2022년에 진수, 2024년에 취역할 계획이다.
랴오닝호, 산둥호는 랴오닝의 조선소에서 건조했지만, 최초의 전자식 캐터펄트 항모인 3번함은 상하이의 강남 조선소에서 건조되었다.

## 특징

### 크기
조선소에서 건조중인 모습으로 알려진 사진들에 의하면 길이가 320~330m로 추정된다. 이렇게 선체가 긴 CATOBAR 방식의 항모일 경우, 선양 J-15 함재기의 불량 문제 때문에 불만이 많은 조종사들의 불만을 고려해서 J-XX, 혹은 청두 J-20을 충분히 운용할 수 있다. 1100만톤급으로 건조될 004형 항공모함에서도 마찬가지로 30톤급 대형 함재기를 충분히 운용할 수 있을 것이다.

### 캐터펄트 항공모함
2016년 7월 4일, 중국 해군이 화베이 지역 실험장에서 젠-15 전투기를 이용해 EMALS 실험에 성공했다. 기존 증기식 캐터펄트 대신 EMALS를 이용하면 설비를 간소화할 수 있고, 사출시스템의 무게 및 운영 인원도 대폭 줄일 수 있다. 또한 항공모함에 여분의 공간이 늘어나 더 많은 항공기를 탑재할 수 있다.
중국 해군 최초로 항공모함 캐터펄트를 보유하게 된다. 그동안 증기식 캐터펄트 기술이 없었던 중국은 스키점프대를 사용해야만 했다. 그러나 푸젠호에서 최초로 전자식 캐터펄트를 장학해 30톤 이상의 비행기를 이륙시킬 수 있게 되었다.